# جورجیو تومبارلو
جورجیو تومبارلو (انگلیسی: Giorgio Tumbarello؛ زادهٔ ۲۰ آوریل ۱۹۹۶) بازیکن فوتبال اهل ایتالیا است.